# 수빠차이 차이뎃
수빠차이 차이뎃(태국어: ศุภชัย ใจเด็ด, 1998년 12월 1일 ~ )는 태국의 축구 선수로, 포지션은 공격수이다. 현재 부리람 유나이티드 소속이다.